# John Boyle (Politiker)

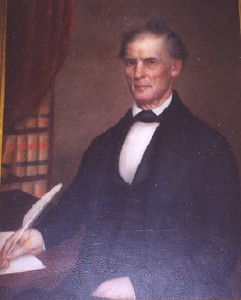
John Boyle (um 1834)

John Boyle (* 28. Oktober 1774 bei Castlewood, Botetourt County, Kolonie Virginia; † 28. Februar 1835 bei Danville, Kentucky) war ein US-amerikanischer Jurist und Politiker. Zwischen 1803 und 1809 vertrat er den Bundesstaat Kentucky im US-Repräsentantenhaus; anschließend wurde er Bundesrichter am Bundesbezirksgericht für den Distrikt von Kentucky.

## Werdegang
Bereits im Jahr 1779 kam John Boyle mit seinem Vater in das Gebiet des späteren Staates Kentucky. Die Familie ließ sich in Whitley’s Station nieder. Dort erhielt er eine private Schulausbildung. Nach einem anschließenden Jurastudium und seiner 1797 erfolgten Zulassung als Rechtsanwalt begann er in Lancaster in diesem Beruf zu arbeiten.
Politisch wurde Boyle Mitglied der von Thomas Jefferson gegründeten Demokratisch-Republikanischen Partei. Im Jahr 1800 wurde er in das Repräsentantenhaus von Kentucky gewählt. Bei den Kongresswahlen des Jahres 1802 wurde er im zweiten Wahlbezirk von Kentucky in das US-Repräsentantenhaus in Washington, D.C. gewählt, wo er am 4. März 1803 die Nachfolge von John Fowler antrat, der in den neu geschaffenen fünften Distrikt wechselte. Nach zwei Wiederwahlen konnte Boyle bis zum 3. März 1809 drei Legislaturperioden im Kongress absolvieren. In dieser Zeit nahm er unter anderem am Amtsenthebungsverfahren gegen Bundesrichter Samuel Chase teil. Während seiner Zeit als Abgeordneter wurde im Jahr 1803 durch den von Präsident Jefferson getätigten Louisiana Purchase das Staatsgebiet der Vereinigten Staaten beträchtlich erweitert. Im Jahr 1804 wurde der zwölfte Verfassungszusatz ratifiziert. Ab 1805 war Boyle Vorsitzender des Ausschusses für öffentliche Liegenschaften.
Im Jahr 1809 wurde er von Präsident James Madison zum Gouverneur des Illinois-Territoriums ernannt; Boyle lehnte diesen Posten aber ab. Zwischen 1809 und 1810 war er Richter am Kentucky Court of Appeals; von 1810 bis 1826 führte er dort als Chief Justice den Vorsitz. Von diesem Amt trat er am 9. November 1826 zurück, um einer Nominierung zum Richter am United States District Court for the District of Kentucky zu folgen. Diesen Posten bekleidete er als Nachfolger von Robert Trimble bis zu seinem Tod im Jahr 1835. Im Kentucky wurde das Boyle County nach ihm benannt.